# Iñaki Urlezaga
Iñaki Urlezaga (La Plata, 10 dicembre 1975) è un ballerino, direttore artistico e coreografo argentino.

## Biografia
Iñaki Urlezaga ha iniziato a studiare danza nella natia La Plata e poi ha vinto una borsa di studio per perfezionarsi negli Stati Uniti. Nei primi anni novanta è tornato a danzare in patria, prima al Teatro Argentino de La Plata e poi, dal 1993, al Teatro Colón. Nel 1995 si è unito al Royal Ballet su invito di Anthony Dowell, che lo ha promosso al rango di primo solista nel 1998 e di primo ballerino nel 2000.
Urlezaga ha ballato al Covent Garden per dieci anni, durante i quali ha danzato in un vasto repertorio di ruoli che includevano quelli del Principe in Cenerentola (Ashton), Lo schiaccianoci (Wright) e ne La bella addormentata (Petipa), Romeo nel Romeo e Giulietta (MacMillan), Des Grieux in Manon (MacMillan), Solor ne La Bayadère (Makarova), Siegfried ne Il lago dei cigni (Dowell), Franz in Coppélia (de Valois), Palemon in Ondine (Ashton) e Basilio in Don Chisciotte (Petipa).
Ha dato il suo addio alle scene londinesi nel 2005 dopo cinque anni come primo ballerino e, dopo una stagione come étoile ospite all'Het Nationale Ballet, è tornato in Argentina, dove ha continuato a danzare, ha fondato una propria compagnia e coreografato nuovi allestimenti di balletti classici. Dal 2013 al 2017 è stato direttore artistico del neo-fondato Balletto Nazionale Argentino.